# José Gregorio Hernández

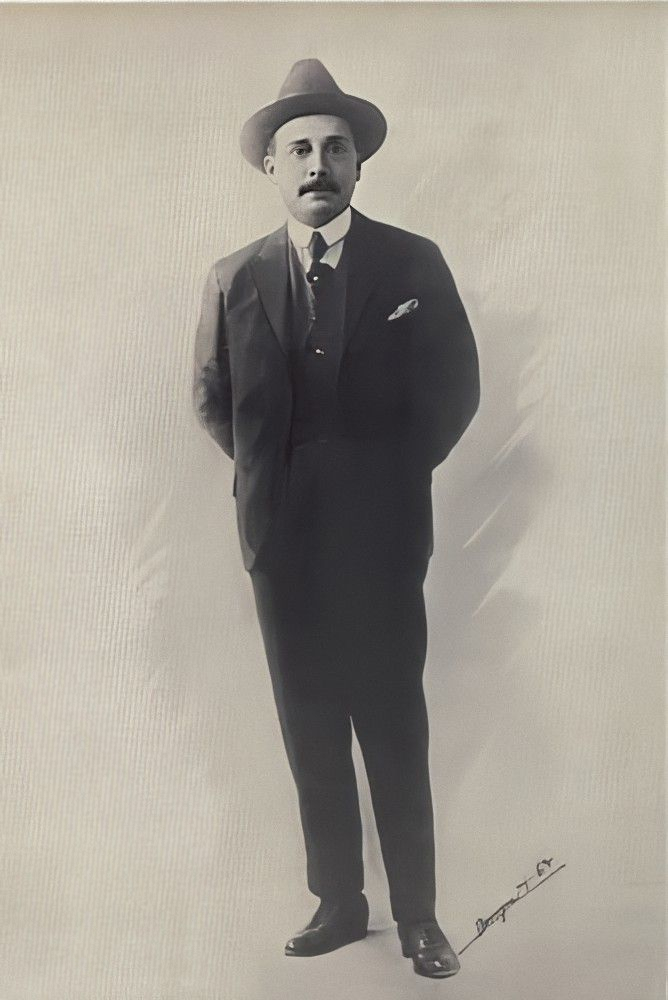
José Gregorio Hernández

José Gregorio Hernández (* 26. Oktober 1864 in Isnotú bei Trujillo; † 29. Juni 1919 in Caracas) war ein venezolanischer Mediziner. Er wird als Nationalheiliger Venezuelas verehrt und ist ein Seliger der römisch-katholischen Kirche.

## Leben
José Gregorio Hernández promovierte 1888 an der Zentraluniversität Venezuela in Caracas zum Doktor der Medizin. Er erhielt durch den Staat ein Stipendium, um in Paris sein Studium zu ergänzen. Neben der Medizin studierte er die Fachbereiche Bakteriologie, Pathologie, Mikrobiologie, Histologie und Philologie. Seine erste Tätigkeit als Arzt nahm er im Krankenhaus José María Vargas auf und erlangte die Stellung eines leitenden Arztes.
Zwischen 1891 und 1916 erteilte er Unterricht in Medizin und entwickelte sich zu einem frommen Gläubigen der römisch-katholischen Kirche. Seinen Wunsch, Priester zu werden, musste er zwei Mal aus gesundheitlichen Gründen aufgeben, das erste Mal 1908, als er für zehn Monate in Italien weilte, und das zweite Mal 1913, als er in Rom am Päpstlichen lateinamerikanischen Kolleg „Pius“ studieren wollte.
Während seiner Studien entwickelte er soziales Gedankengut und nahm sich vor, den Armen und Mittellosen medizinische Betreuung zukommen zu lassen. Er behandelte die Armen kostenfrei und kaufte die Medikamente von seinem eigenen Geld. Am 29. Juni 1919 wurde er in Caracas Opfer eines Verkehrsunfalls, bei dem er verstarb. Seine sterblichen Überreste befinden sich in der katholischen Kirche La Candelaria in Caracas, Venezuela.

## Verehrung und Seligsprechung

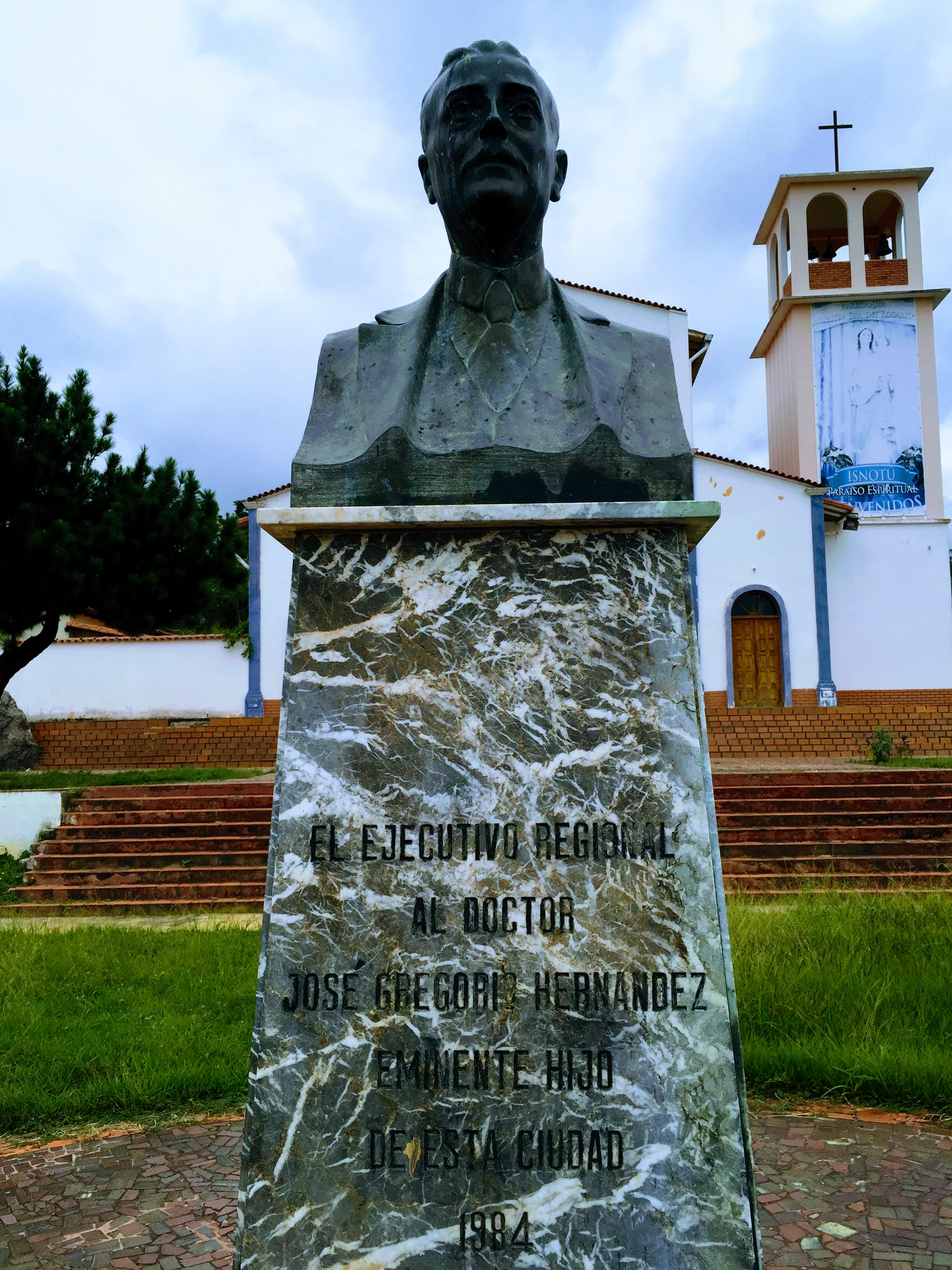
Büste von José Gregorio Hernández in seinem Geburtsort Isnotú

Schon kurz nach seinem Tod begann die Verehrung des „Doktors der Armen“, wie er in der Bevölkerung genannt wurde. Schnell verbreitete sich die Meinung, dass an seinem Grab Wunder vollbracht wurden. In Venezuela entwickelte sich die Person und der Heiler zu einem „Volksheiligen“, den man bei Krankheit um Hilfe anrufen und bitten kann. Gleichzeitig entstand die Sitte, den Doktor José Gregorio um Schutz bei größeren Reisen anzurufen. Seitdem gilt er als venezolanischer Wunderheiler, der besonders im María-Lionza-Kult angerufen wird. Dieser Volksheilige wird in den Darstellungen und Figuren als „schwarz gekleideter Mann“ dargestellt. Die kleinen Figuren sind an jedem Ort käuflich zu erwerben.
1949 leiteten die Bischöfe Venezuelas den Seligsprechungsprozess ein, 1985 wurde er von Papst Johannes Paul II. in den Stand eines Ehrwürdigen Dieners Gottes erhoben. Die Seligsprechung erfolgte am 30. April 2021 in der Kirche San Juan Bautista de La Salle in Caracas durch Erzbischof Aldo Giordano, den Apostolischen Nuntius in Venezuela.
Sein Festtag (liturgischer Gedenktag) ist der 26. Oktober.

## Gedenken
- Im Ehrenhof von Venezuela hat er neben Maria Lionza und Andrés Bello seinen Ehrenplatz in der Halle der Mediziner erhalten.
- Zu seinem 132. Geburtstag veröffentlichte Venezuela ihm zu Ehren eine Sonderbriefmarke.[5]
- In Trujillo wurde ihm zu Ehren eine Kapelle benannt und ein Museum erbaut.
- 1998 wurde die Universidad Dr. José Gregorio Hernández in Maracaibo eröffnet.[6]
- An der Stelle, an der er starb, erinnert eine Wandmalerei an ihn.[7]

## Sozialprogramme
Seit 2002 unterhält der Verein „helfen! e. V.“ ein soziales Objekt mit dem Namen „Casa Hogar José Gregorio Hernández“, es liegt am Stadtrand von Caracas und bietet Platz für ca. 25 hilfsbedürftige Kinder. 2008 stellte Venezuelas Präsident Hugo Chávez ein neues Sozialprogramm vor, bei der „Misión José Gregorio Hernández“, wie diese staatliche Initiative hieß, handelte es sich speziell um die Gesundheitsversorgung von behinderten Menschen.